# Кыкъёль
Кыкъёль (в верховье — Кыкъёль Восточный) — река в России, протекает в районе Сосногорск Республики Коми. Устье реки находится в 34 км по левому берегу реки Косью. Длина реки от истока Кыкъёля Восточного — 14 км. Течёт на юг по безлюдной местности.

## Данные водного реестра
По данным государственного водного реестра России относится к Двинско-Печорскому бассейновому округу, водохозяйственный участок реки — Печора от водомерного поста у посёлка Шердино до впадения реки Уса, речной подбассейн реки — бассейны притоков Печоры до впадения Усы. Речной бассейн реки — Печора.
Код объекта в государственном водном реестре — 03050100212103000061272.